# 404

## Decese
- Claudian, poet roman (n. 370)